# İpek Soylu
İpek Soylu (* 15. April 1996 in Adana) ist eine türkische Tennisspielerin.

## Karriere
Soylu spielt überwiegend ITF-Turniere. Sie gewann auf der ITF Women’s World Tennis Tour bereits 12 Einzel- und 18 Doppeltitel; sowie drei Doppeltitel auf der WTA Tour.
Für den İstanbul Cup 2014 erhielt Soylu eine Wildcard, scheiterte aber in der ersten Runde an Karin Knapp. Beim President’s Cup in Astana im selben Jahr erreichte sie als Qualifikantin die zweite Runde des Hauptfelds.
Im Frühjahr 2015 zog sie in Osprey ins Viertelfinale ein, beim İstanbul Cup stand sie im Achtelfinale.
Beim Turnier in Istanbul im April 2016 gewann sie ihren ersten Titel auf der WTA Tour; sie und ihre Doppelpartnerin Andreea Mitu aus Rumänien profitierten allerdings davon, dass sowohl zum Halbfinale als auch zum Finale ihre jeweiligen Gegnerinnen nicht antraten.
Soylu spielte 2012 erstmals für die türkische Fed-Cup-Mannschaft. Sie kam schon bei 23 Fed-Cup-Partien zum Einsatz, bei denen sie 13 Siege (darunter neun in elf Einzelpartien) einfahren konnte.

## Turniersiege

### Einzel
| Nr. | Datum              | Turnier             | Kategorie   | Belag     | Finalgegnerin         | Ergebnis       |
| --- | ------------------ | ------------------- | ----------- | --------- | --------------------- | -------------- |
| 1.  | 12. Mai 2013       | Scharm asch-Schaich | ITF $10.000 | Hartplatz | Camilla Rosatello     | 7:5, 6:1       |
| 2.  | 25. August 2013    | Izmir               | ITF $10.000 | Hartplatz | Gabriela van de Graaf | 7:5, 6:3       |
| 3.  | 29. September 2013 | Scharm asch-Schaich | ITF $10.000 | Hartplatz | Giulia Bruzzone       | 4:6, 6:0, 6:2  |
| 4.  | 19. Januar 2014    | Scharm asch-Schaich | ITF $10.000 | Hartplatz | Despina Papamichail   | 6:3, 7:60      |
| 5.  | 13. April 2014     | Antalya             | ITF $10.000 | Hartplatz | Deniz Khazaniuk       | 7:5, 4:6, 6:1  |
| 6.  | 8. Juni 2014       | Adana               | ITF $10.000 | Hartplatz | Başak Eraydın         | 4:6, 6:1, 6:2  |
| 7.  | 22. Juni 2014      | Istanbul            | ITF $10.000 | Hartplatz | Melis Sezer           | 6:3, 6:4       |
| 8.  | 12. Juli 2015      | Bursa               | ITF $50.000 | Sand      | Anastasija Sevastova  | 7:5, 3:6, 6:1  |
| 9.  | 31. März 2019      | Scharm asch-Schaich | ITF W15     | Hartplatz | Nadja Gilchrist       | 6:3, 6:3       |
| 10. | 7. April 2019      | Scharm asch-Schaich | ITF W15     | Hartplatz | Magali Kempen         | 7:62, 6:4      |
| 11. | 2. Juni 2019       | Nonthaburi          | ITF W25     | Hartplatz | Yuan Yue              | 7:61, 6:1      |
| 12. | 23. Juni 2019      | Figueira da Foz     | ITF W25     | Hartplatz | Katherine Sebov       | 6:72, 7:65,6:3 |

### Doppel
| Nr. | Datum             | Turnier             | Kategorie         | Belag             | Partnerin              | Finalgegnerinnen                          | Ergebnis         |
| --- | ----------------- | ------------------- | ----------------- | ----------------- | ---------------------- | ----------------------------------------- | ---------------- |
| 1.  | 20. Mai 2012      | Istanbul            | ITF $10.000       | Sand              | Başak Eraydın          | Liu Chang Zhang Nannan                    | 3:6, 6:2, [10:5] |
| 2.  | 16. Juni 2013     | Istanbul            | ITF $10.000       | Hartplatz         | Melis Sezer            | Başak Eraydın Jasmina Tinjić              | 6:4, Aufgabe     |
| 3.  | 27. Dezember 2013 | Istanbul            | ITF $10.000       | Hartplatz (Halle) | Elise Mertens          | Yūki Tanaka Jekaterina Jaschina           | 6:0, 7:63        |
| 4.  | 18. Januar 2014   | Scharm asch-Schaich | ITF $10.000       | Hartplatz         | Melis Sezer            | Despina Papamichail Gaia Sanesi           | 4:6, 6:4, [10:3] |
| 5.  | 7. Juni 2014      | Adana               | ITF $10.000       | Hartplatz         | Başak Eraydın          | Alena Fomina Jekaterina Ziklauri          | 6:3, 6:1         |
| 6.  | 20. Juni 2014     | Istanbul            | ITF $10.000       | Hartplatz         | Ayla Aksu              | Elke Lemmens Julija Stamatowa             | 4:6, 6:3, [10:4] |
| 7.  | 31. Oktober 2014  | Istanbul            | ITF $25.000       | Hartplatz (Halle) | Xenia Knoll            | Ayla Aksu Muge Topsel                     | 6:2, 6:4         |
| 8.  | 16. Mai 2015      | La Marsa            | ITF $25.000       | Sand              | Pemra Özgen            | Sopia Schapatawa Anastasija Wassyljewa    | 3:6, 6:3, [10:4] |
| 9.  | 3. Juli 2015      | Denain              | ITF $25.000       | Sand              | Elise Mertens          | Xenia Knoll Florencia Molinero            | 7:63, 6:3        |
| 10. | 26. Februar 2016  | Beinasco            | ITF $25.000       | Sand (Halle)      | Arantxa Rus            | Lina Gjorcheska Dea Herdželaš             | 6:4, 6:2         |
| 11. | 24. April 2016    | Istanbul            | WTA International | Sand              | Andreea Mitu           | Xenia Knoll Danka Kovinić                 | kampflos         |
| 12. | 1. Juli 2016      | Rom                 | ITF $50.000       | Sand              | Xu Shilin              | Réka Luca Jani Sopia Schapatawa           | 7:5, 6:1         |
| 13. | 1. Oktober 2016   | Taschkent           | WTA International | Hartplatz         | Ioana Raluca Olaru     | Demi Schuurs Renata Voráčová              | 7:5, 6:3         |
| 14. | 6. November 2016  | Zhuhai              | WTA Elite Trophy  | Hartplatz         | Xu Yifan               | Yang Zhaoxuan You Xiaodi                  | 6:4, 3:6, [10:7] |
| 15. | 15. April 2017    | Istanbul            | ITF $60.000       | Hartplatz         | Weronika Kudermetowa   | Xenija Lykina Polina Monowa               | 4:6, 7:5, [11:9] |
| 16. | 6. August 2017    | Bad Saulgau         | ITF $25.000+H     | Sand              | Anna Kalinskaja        | Nicoleta-Cătălina Dascălu Cristina Dinu   | 6:2, 6:2         |
| 17. | 16. Juni 2018     | Padua               | ITF $25.000       | Sand              | Anastasia Zarycká      | Dea Herdželaš Tereza Mrdeža               | 6:4, 6:1         |
| 18. | 19. Januar 2019   | Monastir            | ITF W15           | Hartplatz         | Zhang Ying             | Claudia Hoste Ferrer Julia Terziyska      | 6:3, 6:3         |
| 19. | 30. März 2019     | Scharm asch-Schaich | ITF W15           | Hartplatz         | Jacqueline Cabaj Awad  | Gösäl Ainitdinowa Jekaterina Kasionowa    | 6:2, 6:4         |
| 20. | 25. Mai 2019      | Nonthaburi          | ITF W25           | Hartplatz         | Aleksandrina Najdenowa | Haruka Kaji Risa Ozaki                    | 6:1, 6:3         |
| 21. | 15. Juni 2019     | Akko                | ITF W25           | Hartplatz         | Silvia Njirić          | Shelly Berezniak Yekaterina Dimitrichenko | 6:2, 6:0         |